# Staatliche Museen

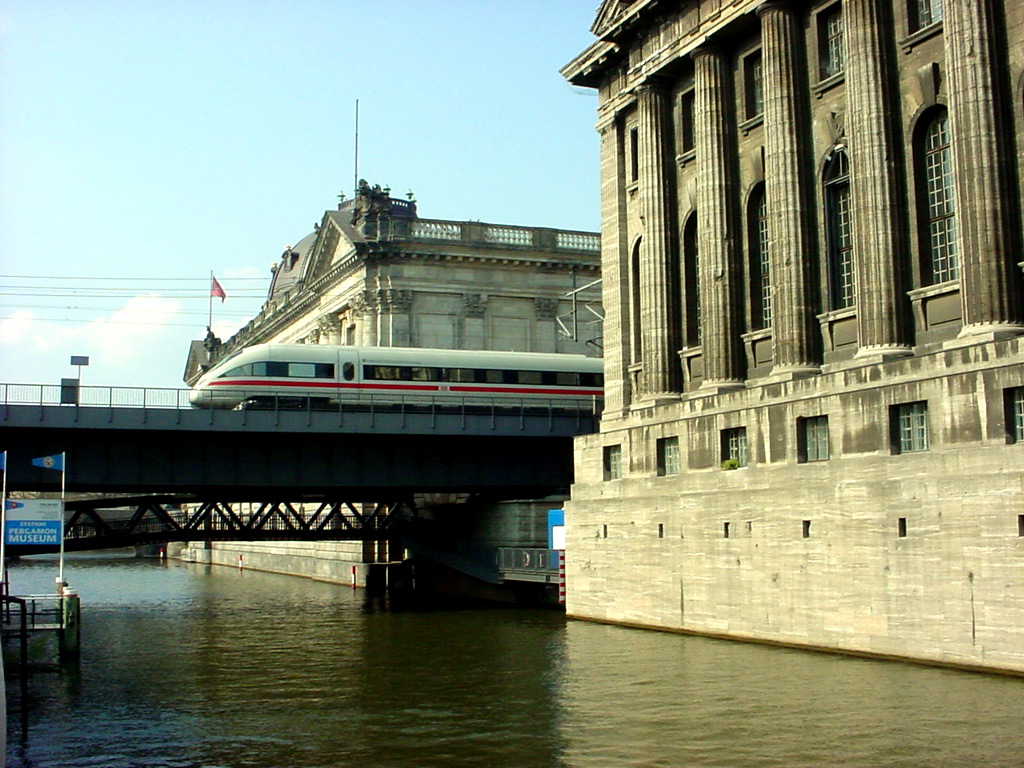
Illa dels museus: Tren Inter City Express entre el museu de Bode i de Pergamon

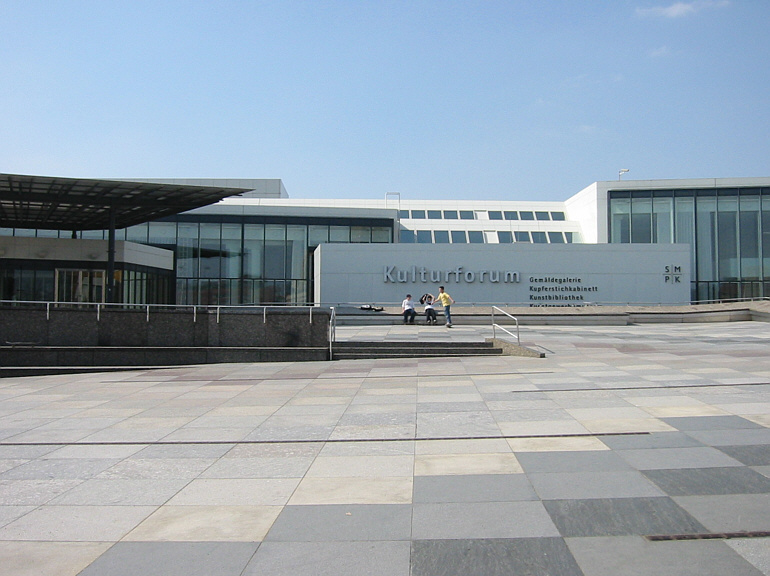
Kulturforum

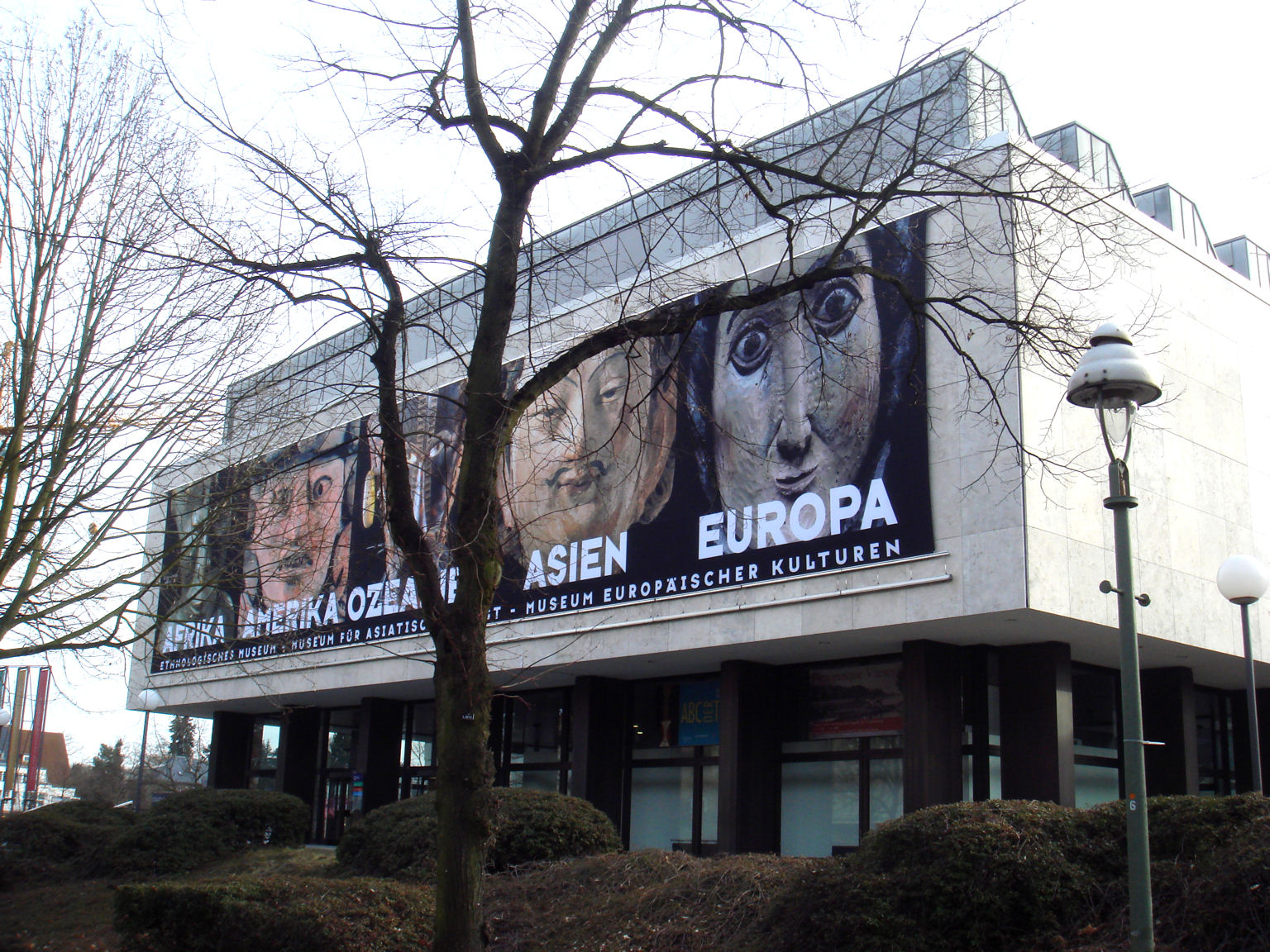
Museu Dahlem

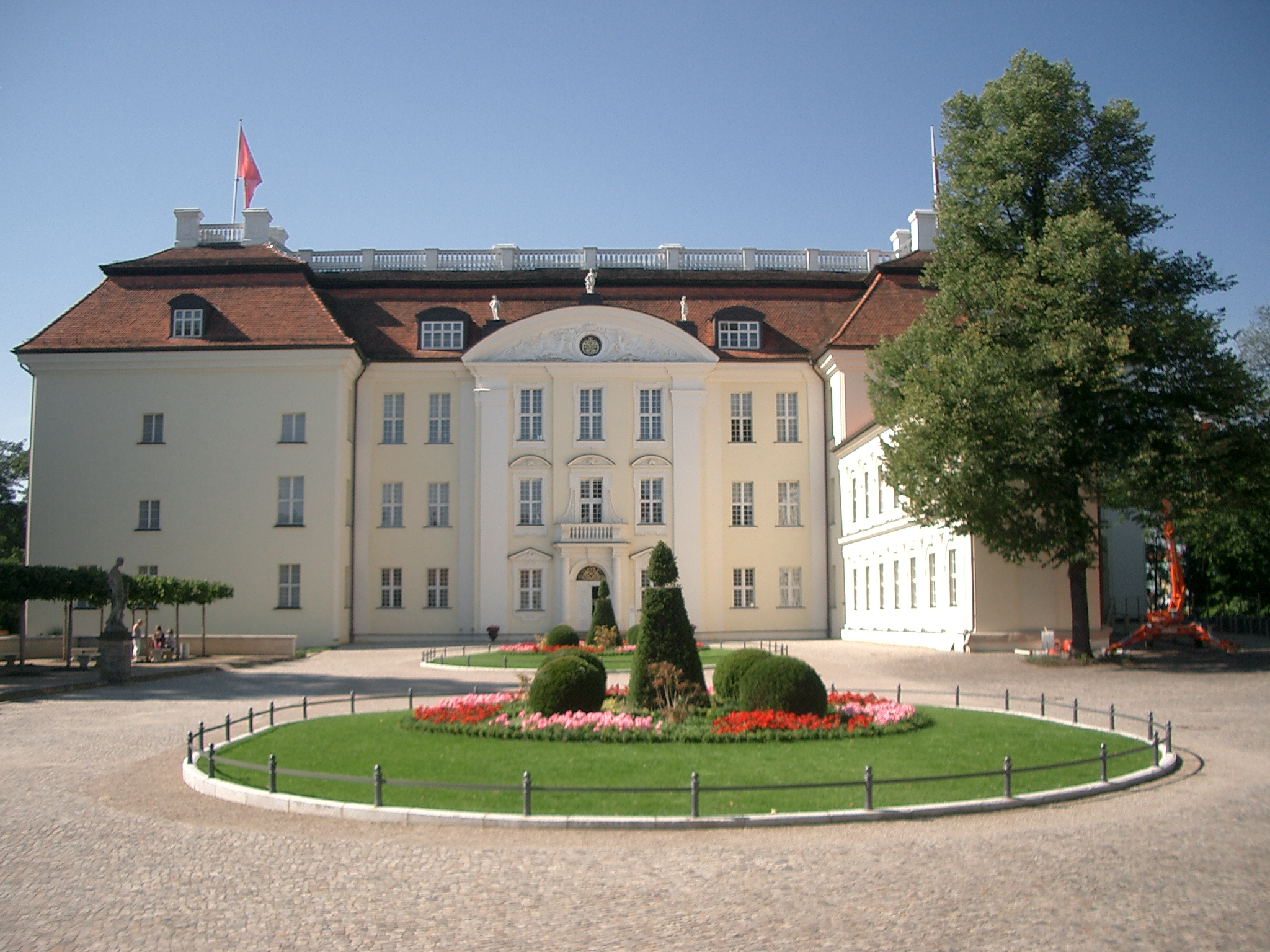
Köpenick Palace

Els Staatliche Museen, o museus estatals de Berlín, són un grup de museus de Berlín, Alemanya, supervisat per la Fundació Patrimoni Cultural Prussià i finançat pel govern federal alemany en col·laboració amb els estats federals d'Alemanya. Els museus estatals de Berlín abasten disset museus en cinc grups, així com la investigació de diverses institucions.

## Museus
Mitte
- Illa dels Museus:
  - Museu de Pèrgam (Antikensammlung Berlín, Museu d'art islàmic, museu de l'Antic Orient Pròxim i arxiu central)
  - Museu Bode (col·lecció Numismàtica, escultura i museu d'art bizantí)
  - Alte Nationalgalerie (antiga Galeria Nacional)
  - Altes Museum - Antikensammlung Berlín (antiguitats romanes i gregues clàssiques)
  - Neues Museum - (reinaugurat el 2009) Museu Egipci de Berlín, col·lecció Paryrus, Museum für Vor-und Frühgeschichte (Prehistòria i Història Antiga)
- Església de Friedrichswerder (escultures segle XIX)

Tiergarten/ Moabit
- Kulturforum
  - Gemäldegalerie (Obres de Vells Mestres)
  - Kunstgewerbemuseum (Museu d'art decoratiu)
  - Kupferstichkabinett (sala d'impressió de dibuixos)
  - Kunstbibliothek (Biblioteca d'Art)
  - Neue Nationalgalerie (Nova Galeria Nacional)
- Hamburger Bahnhof - Museum für Gegenwart (Museu d'art contemporani, que inclou la Flick collection)

Charlottenburg
- Museu Berggruen de clàssics de l'art modern
- Museu de la Fotografia / Helmut Newton Fundació
- Museu Scharf-Gerstenberg d'art surrealista

Dahlem
- Museu Etnològic de Berlín (Arqueologia americana, Etnologia musical, els indis nord-americans, Mar del Sud, l'Est d'Àsia, Àfrica, el Museu Junior)
- Museu d'Art Asiàtic (Col·lecció del Sud, Sud-est i l'art de l'Àsia central; Col·lecció d'Art d'Àsia Oriental)
- Museu Europäischer Kulturen (Cultures Europees)

Köpenick
- Palau de Köpenick - Kunstgewerbemuseum (Museu d'art decoratiu)